# Montagne du Cheiron
La montagne du Cheiron est située dans le département des Alpes-Maritimes, dans les Préalpes de Castellane. 
Son sommet principal est la cime du Cheiron à 1 778 mètres d'altitude. C'est le point culminant de l'arrondissement de Grasse.

## Géographie

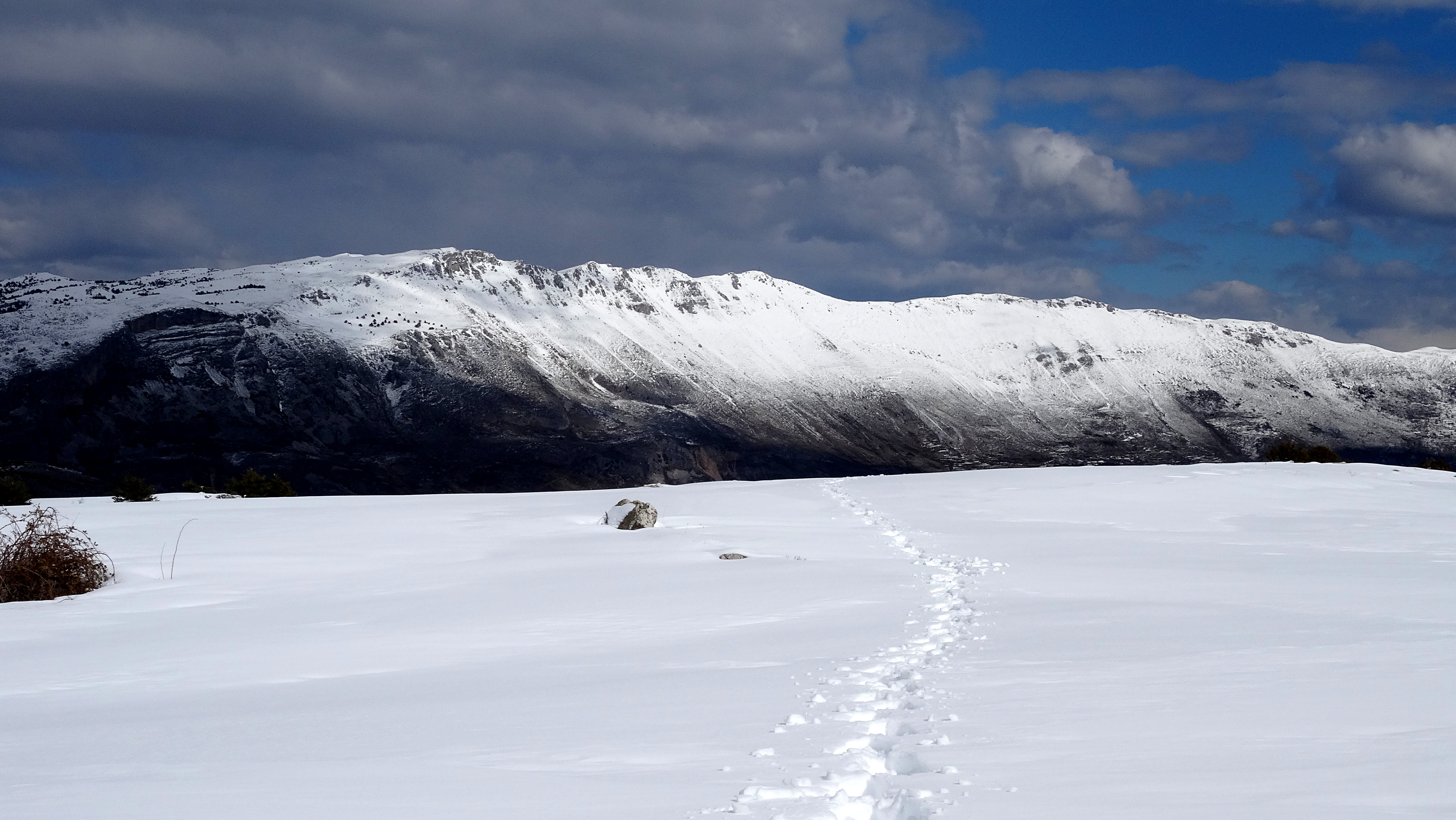
Vue de la montagne du Cheiron depuis le plateau de Calern.

Située au-dessus de la vallée du Loup, la montagne est bien visible depuis la côte maritime. Elle est également limitée par le fleuve Cagne qui prend sa source à ses pieds et le plateau du col de Vence au sud, la vallée de l'Estéron au nord, ainsi que la vallée du Var et la rivière du Bouyon à l'est. La montagne a une longueur de 20 km d'ouest en est et est le prolongement d'une chaîne montagneuse depuis l'ouest avec la montagne de Thorenc. Elle surplombe les villages de Gréolières, Coursegoules et Bézaudun-les-Alpes.
Ses sommets principaux sont la cime du Cheiron (1 778 m), Jérusalem (1 768 m), le sommet de Viériou (ou sommet de Viriou, 1 395 m) et Coutellade (1 322 m).

## Activités

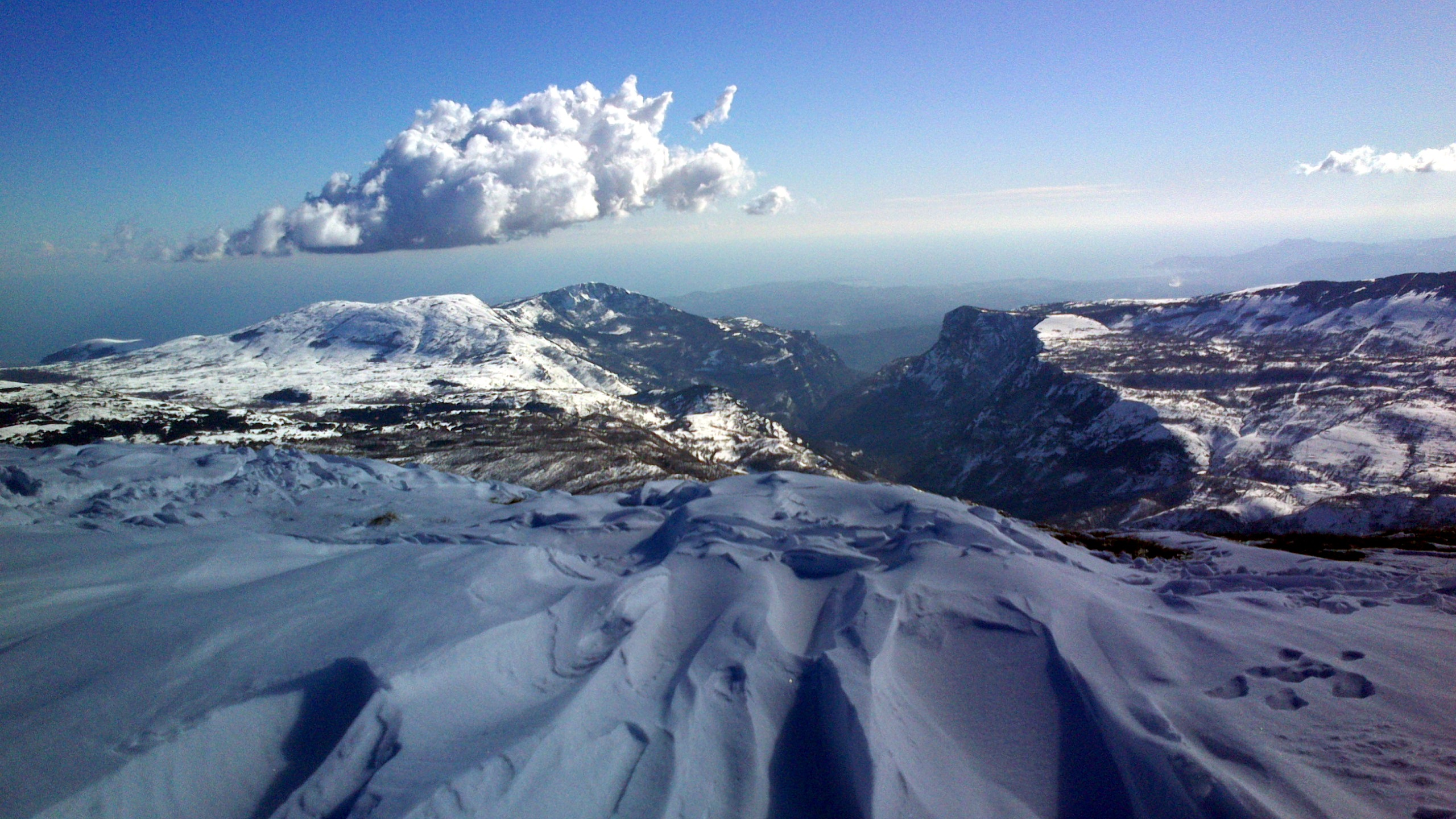
Vue depuis la cime du Cheiron sur la vallée du Loup en hiver.

Station de ski de Gréolières 1400 et lieu important pour la pratique du parapente.